# Erwin Schliephake
Erwin Friedrich Karl Victor Georg Heinrich Schliephake (* 18. August 1894 in Gießen; † 26. Januar 1995 ebenda) war ein deutscher Mediziner und Hochschullehrer. Er wirkte in Würzburg und Gießen als Professor der Inneren Medizin.

## Leben
Erwin Schliephake, Sohn eines Arztes, studierte Medizin an der Justus-Liebig-Universität Gießen sowie der Humboldt-Universität zu Berlin und meldete sich dann als Freiwilliger zum Ersten Weltkrieg. Im Jahre 1920 promovierte er mit einer Arbeit Zur diagnostischen Verwertbarkeit taktilmotorischer Reaktionen bei cerebral bedingten Lähmungen bei Robert Sommer. 
Nachdem er in Leipzig und Rostock seine Assistenzjahre absolviert hatte, ging er an die Universität Jena und widmete sich dort vorrangig der Inneren Medizin. In dieser Fachrichtung habilitierte er sich bei dem Rheumatologen Wolfgang Veil 1929. Vier Jahre später kehrte Schliephake in seine Geburtsstadt Gießen zurück und wurde dort 1936 außerplanmäßiger Professor. Er beschäftigte sich unter anderem mit der Elektromedizin, war als Privatdozent Leitender Arzt der Balser-Stiftung und arbeitete mit am Lexikon der gesamten Therapie.
Zunächst 1941 nach Erlangen berufen, fand er als Extraordinarius und Direktor der Universitäts-Poliklinik 1942 in Würzburg eine neue wissenschaftliche Heimat. Einem am 5. Mai 1942 ergangenen Vorschlag Ernst Seiferts, Schliephake als ehrenamtlichen Chefarzt der Inneren Abteilung des Würzburger Juliusspitals einzusetzen, wurde seitens des Vizepräsidenten der Regierung Mainfrankens nicht gefolgt. Nach dem Zweiten Weltkrieg übernahm Schliephake die Leitung des Städtischen Krankenhauses in Schweinfurt, zwischen 1952 und 1958 war er Ordinarius für Innere Medizin und Chefarzt der Balserischen Stiftung in Gießen. 1957/58 richtete er in Alexandria einen Lehrstuhl für physikalische Therapie ein und lehrte dort ein Jahr als Gastprofessor. Anschließend ging er in den Ruhestand.
Schliephake hatte vier Kinder. Ein Sohn gilt seit März 1945 als vermisst. Konrad Schliephake wurde Hochschullehrer für Geographie und akademischer Direktor an der Universität Würzburg.

## Werk
Das Hauptaugenmerk der Forschungen Schliephakes lag auf der Endokrinologie, Rheumatologie und Karzinologie. 
Seit 1928 beschäftigte er sich mit der Möglichkeit, Kurzwellen in der Medizin, insbesondere bei der Therapierung von Krebspatienten, einzusetzen. In Zusammenarbeit mit dem Physiker Abraham Esau entwickelte er dabei die Kurzwellentherapie. Obwohl Schliephake selbst bei inoperablen Patienten Heilungserfolge verzeichnen konnte, fand seine Methode keinen Eingang in die Schulmedizin.

## Veröffentlichungen (Auswahl)
- Kurzwellentherapie (Erstauflage 1932)
- Medizinische Poliklinik (Erstauflage 1951)
- Rheumatismus (1952)
- Krebs und Entzündung (1980)
- Krebs und natürliche Abwehrkräfte (1985)